# Monomma globulosum
Monomma globulosum es una especie de coleóptero de la familia Monommatidae.

## Distribución geográfica
Habita en Zanzíbar (Tanzania).